# Monasterio de Santa María (Villanueva de Oscos)
El monasterio de Santa María está situado en la localidad de Villanueva de Oscos, en el concejo asturiano del mismo nombre.

## Descripción
El recinto está formado por el monasterio y una iglesia.
La estructura se comenzó a erigir en el año 1182 por Fray Martín de Vega para los Benedictinos siendo más tarde usado por los cistercienses.
El edificio ha sido reformada varias veces desde su fundación, destacando las reformas de los siglos XVII y XVIII. De la estructura primitiva románica se conserva la cabecera del templo y el sepulcro de Juan Álvarez Osorio en la iglesia.
Está declarado Bien de Interés Cultural. Junto a él se celebra cada año el Viacrucis viviente, declarado Fiesta de Interés Turístico Regional.